# Lisiewski

Wappen derer von Lisiewski, die der Wappengemeinschaft Drya angehören; die Grundfarbe des Schildes ist eigentlich golden

Lisiewski, auch Lisiewsky, Liszewski oder Luschewski ist der Name eines polnischen Adelsgeschlechts.
Die Familie ist nach neuerer Forschung nicht mit der durch den polnischen Maler Georg Lisiewski in Berlin begründeten Künstlerfamilie verwandt.

## Wappen

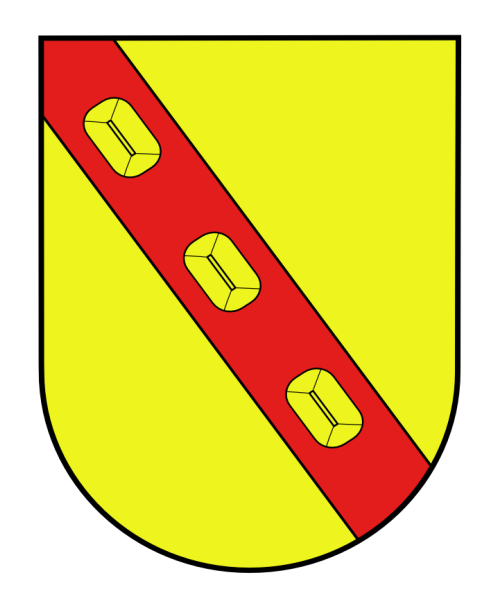
Wappen der Lisiewski, hier mit falsch dargestellter Richtung des Schräglinksbalkens

Das Wappen gehört zur Wappengemeinschaft Drya (auch: Dryja, seltener Mutyna). Es ist so zu beschreiben: Auf goldenem Grund ein roter Schräglinksbalken, belegt mit drei silbernen, viereckig in Gold gefassten Edelsteinen; auf dem Helm mit rot-goldenen Decken als Helmschmuck drei silberne Straußenfedern.
Der Name Drya bedeutet das Wappenbild, es ist aus „trzy“ („drei“, nämlich Edelsteine) entstanden. Es ist das Wappen ein eingeführtes, man sagt aus Böhmen, richtiger wohl aus Burgund.
Als erste Ansiedlung in Polen gelten die Dörfer Lubrze, Klebowo, Widzim usw. an der Westgrenze Großpolens. Ein Zweig des Geschlechtes, Mutyna genannt, hatte sich schon im 13. Jahrhundert an dem Einfluss des Dunajec in die Weichsel niedergelassen. Nach demselben Zweig wird das Wappen auch Mutyna genannt.
Dasselbe Wappen führen die Geschlechter: Borysowicz, Borzejowski, Boiejowski, Chlapowski, Czyiewicz, Czyiewski, Drya, Dryniakiewicz, Dryon, Dyament, Dyamentowski, Dziechtarski, Dziembinski, Estka, Gablinski, Galezki, Gorecki, Grabienski, Grodziecki, Jenicz, Kiszewski, Kopydlowski, Kozaryn, Krepsztul, Kwinta, Lisiecki, Lisiewski, Lukornski, Modlibowski, Modliszewski, Mroczynski, Mutyna, Orzelski, Osiecki, Radecki, Rudzicki, Runowski, Siaski, Tawtygierd, Tomicki, Trambczynski, Troynik, Wysocki, Zernicki.
Die Osiecki führen einen rechten Schrägbalken, die Steine grün, golden gefasst.